# Kiss Land (album)
A Kiss Land The Weeknd negyedik nagylemeze, ami 2013-ban jelent meg.

## Számlista
| #   | Cím                                  | Hossz |
| --- | ------------------------------------ | ----- |
| 1.  | Professional                         | 6:08  |
| 2.  | The Town                             | 5:07  |
| 3.  | Adaption                             | 4:43  |
| 4.  | Love in the Sky                      | 4:27  |
| 5.  | Belong to the World                  | 5:07  |
| 6.  | Live For                             | 3:44  |
| 7.  | Wanderlust                           | 5:06  |
| 8.  | Kiss Land                            | 7:35  |
| 9.  | Pretty                               | 6:15  |
| 10. | Tears in the Rain                    | 7:24  |
| 11. | Wanderlust (Pharrell Williams remix) | 5:05  |